# Korolkowia
Korolkowia é um género botânico pertencente à família Liliaceae.